# Campeonato Europeo de Boxeo Aficionado de 1998
El XXXII Campeonato Europeo de Boxeo Aficionado se celebró en Minsk (Bielorrusia) entre el 17 y el 24 de mayo de 1998 bajo la organización de la Confederación Europea de Boxeo (EUBC) y la Federación Bielorrusa de Boxeo Aficionado.

## Medallero
| Núm. | País        | Oro | Plata | Bronce | Total |
| ---- | ----------- | --- | ----- | ------ | ----- |
| 1    | Rusia       | 4   | 1     | 5      | 10    |
| 2    | Ucrania     | 2   | 2     | 1      | 5     |
| 3    | Turquía     | 1   | 2     | 1      | 4     |
| 4    | Rumania     | 1   | 1     | 3      | 5     |
| 5    | Hungría     | 1   | 0     | 2      | 3     |
| 6    | Francia     | 1   | 0     | 1      | 2     |
| 7    | Alemania    | 1   | 0     | 0      | 1     |
| 7    | Italia      | 1   | 0     | 0      | 1     |
| 9    | Armenia     | 0   | 1     | 2      | 3     |
| 9    | Bielorrusia | 0   | 1     | 2      | 3     |
| 11   | Georgia     | 0   | 1     | 1      | 2     |
| 11   | Inglaterra  | 0   | 1     | 1      | 2     |
| 13   | Irlanda     | 0   | 1     | 0      | 1     |
| 13   | Lituania    | 0   | 1     | 0      | 1     |
| 15   | Grecia      | 0   | 0     | 1      | 1     |
| 15   | Israel      | 0   | 0     | 1      | 1     |
| 15   | Noruega     | 0   | 0     | 1      | 1     |
| 15   | Polonia     | 0   | 0     | 1      | 1     |
| 15   | Suecia      | 0   | 0     | 1      | 1     |
|      | TOTAL       | 12  | 12    | 24     | 48    |